# William Russell (1er duc de Bedford)
William Russell (août 1616 – 7 septembre 1700) est un aristocrate et homme politique anglais, qui siège à la Chambre des Communes de 1640 à 1641, puis hérite de sa Pairie comme 5e comte de Bedford et siège à la Chambre des lords. Il combat dans l'armée des Têtes-Rondes et, plus tard, fait défection en faveur des royalistes pendant la Première révolution anglaise. Il est également connu pour le développement du quartier de Bloomsbury à Londres.

## Jeunesse 1616-40
Il est le fils de Francis Russell (4e comte de Bedford) et de son épouse Catherine, la fille de Giles Brydges (3e baron Chandos).
Russell fait ses études au Collège Magdalen College à Oxford, et puis, en 1635, va à Madrid où il espère apprendre l'espagnol. Il revient en juillet 1637, date à laquelle il conclut un mariage (dans un premier temps, contre la volonté de son père), avec Anne, seule héritière de Robert Carr (1er comte de Somerset).

## Carrière pendant la Guerre Civile anglaise, 1640-44

### Bedford comme parlementaire, 1640-42
En avril 1640, Russell est élu député pour Tavistock au Court Parlement. Il est réélu député de Tavistock dans le Long Parlement en novembre 1640 et siège jusqu'en 1641. John Pym est l'autre député de Tavistock. Russell suit son père, dans l'émergence de son conflit avec Charles Ier qui conduit à la première révolution anglaise.
En mai 1641, le père de Russell meurt de façon inattendue de la variole et il lui succède comme 5e comte de Bedford. Bien qu'il n'ait que 24 ans à l'époque, le Parlement donne à Bedford des responsabilités considérables, comme commissaire pour traiter avec le roi en 1641 et le nomme Lord Lieutenant du Devon et Lord Lieutenant du Somerset en 1642. Il est fait général de cavalerie dans le Service parlementaire le 14 juillet 1642 et en septembre, il mène une expédition dans l'ouest de l'Angleterre contre les royalistes qui sont sous le commandement du marquis de Hertford. Bien que les forces de Bedford soient en supériorité numérique face à Hertford, elles sont mal formées, et beaucoup ont déserté. Dès son retour à Londres, Bedford est critiqué pour sa performance.
Le mois suivant, il rejoint Robert Devereux (3e comte d'Essex) et se bat avec les Parlementaires à la bataille de Edgehill le 23 octobre 1642.

### Bedford en tant que royaliste, 1643
À l'été 1643, Bedford rejoint les parlementaires du « parti de la paix », présidé par Henry Rich (1er comte de Holland) et John Holles (2e comte de Clare), qui préconisent un accord avec Charles Ier. Quand Essex rejette les conseils du parti de la paix, Bedford devient l'un des "seigneurs de la paix" qui abandonnent la cause parlementaire et rejoint Charles Ier à Oxford.
Bedford retourne à la bataille, cette fois du côté des royalistes, participant au siège de Gloucester (3 août – 5 septembre 1643) et à la première bataille de Newbury (20 septembre 1643). Le 16 juin 1644, à la veille de la seconde bataille de Newbury, la fille du roi Henriette d'Angleterre est née à Bedford House, Exeter, la maison de ville du comte dans le Sud-Ouest.

### Les tentatives pour revenir du côté parlementaire, 1643-44
Bien que Charles Ier ait entièrement réhabilité Bedford, ses proches conseillers restent méfiants avec lui et hésitent donc à lui donner quelque chose, sauf des responsabilités mineures. Désabusé, Bedford revient du côté parlementaire en décembre 1643, prétendant qu'il a tenté de négocier un règlement avec le roi et n'a jamais voulu abandonner la cause parlementaire. Le parlement, cependant, reste méfiant avec un homme qui les a abandonnés et refuse de permettre à Bedford de reprendre son siège à la Chambre des lords.
Bedford se retire à Woburn. Bien qu'il ait pris l'Engagement en 1650, Bedford ne joue aucun rôle public important lors de l'interrègne anglais.

## Carrière sous la Restauration, 1660-83

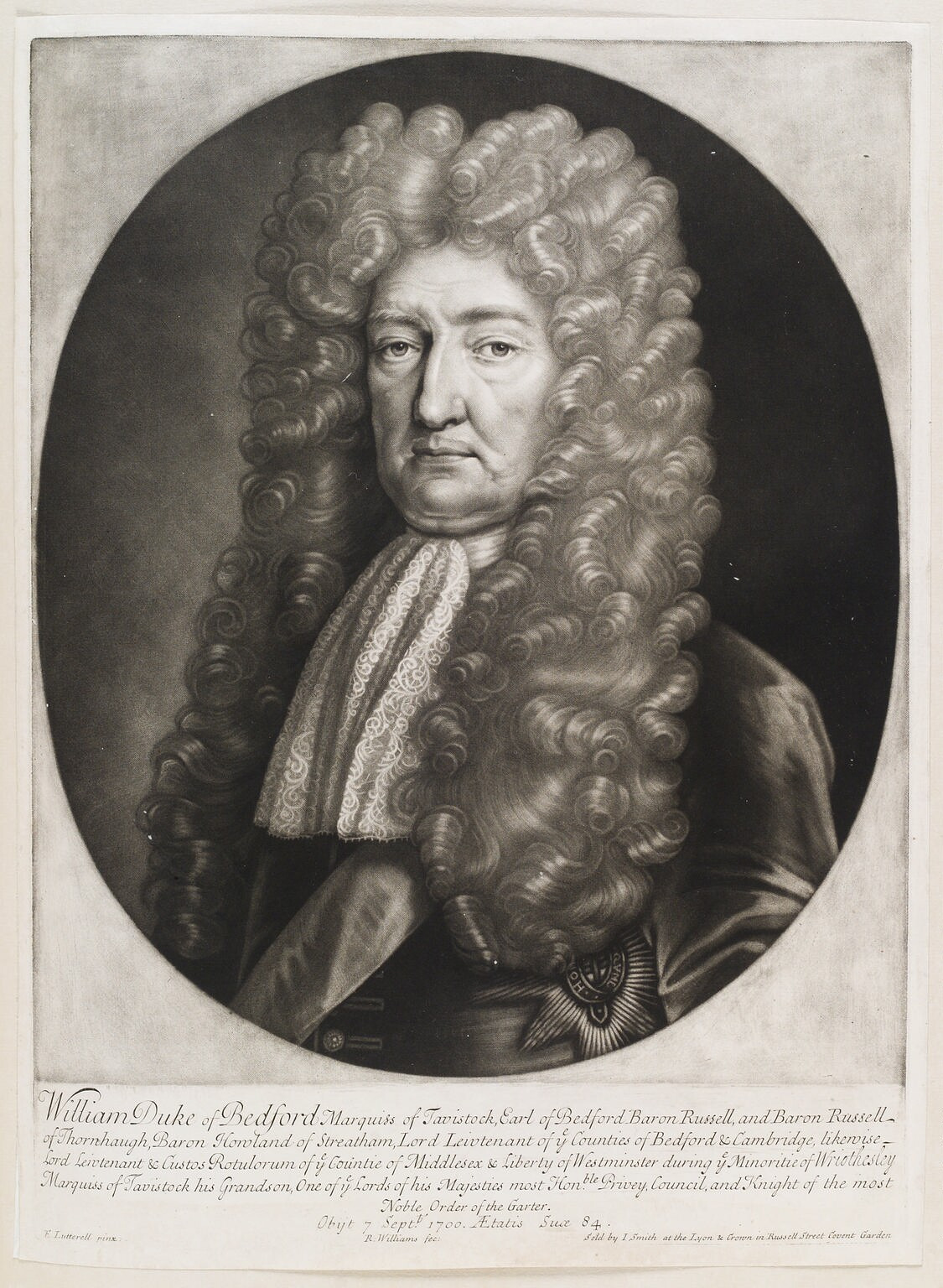
William Russell

Lors de la Restauration de 1660, Bedford reprend son siège à la Chambre des Lords, devenant un chef de file de la faction presbytérienne. Bedford porte le sceptre de Charles II lors de son couronnement en 1661, mais il n'a jamais été proche du roi.
Dans une tentative de gagner le soutien de Bedford pendant la Troisième guerre anglo-néerlandaise, Charles II le nomme gouverneur de Plymouth en 1671, et, le 29 mai 1672, le lendemain de la Bataille de Solebay, lui donne le titre de Chevalier de la Jarretière (K. G.). Il devient commissaire Comte-maréchal en 1673. Les relations entre le roi et Bedford se terminent peu de temps après, ses ouvertures auprès des Dissidents se révélant infructueuses.
Bien que Bedford ait assisté à des services de l'église établie, il maintient un aumônier presbytérien au sein de son foyer et son épouse est arrêtée en 1675 pour avoir assisté à un conventicle. De ce fait Bedford est un allié naturel de Anthony Ashley-Cooper (1er comte de Shaftesbury) en opposition aux plans du Thomas Osborne (1er duc de Leeds) pour établir la domination royaliste et Anglicane. Bedford suit Shaftesbury et les Whigs au cours de l'Exclusion Bill. Le roi, par conséquent, se retourne contre Bedford, et, en 1682, le comté familial de Tavistock perd sa charte.

## Deuxième retrait de la vie publique, 1683-88
En 1683, son fils William Russell (1639-1683) est impliqué dans la Complot de Rye-House et est exécuté. À la suite de l'exécution de son fils, Bedford se retire de la politique.

## Carrière sous William et Mary, 1688-1700
Bedford revient à la vie publique au moment de la Glorieuse Révolution. Il porte le sceptre au couronnement de Guillaume et de Marie, et est membre du Conseil Privé. Il est nommé Enregistreur de Cambridge en 1689. Il est Lord Lieutenant du Cambridgeshire et Lord Lieutenant du Bedfordshire entre 1689 et 1700, et Lord Lieutenant du Middlesex entre 1692 et 1700.
Il est investi en tant que Conseiller Privé le 14 février 1689 et créé duc de Bedford et marquis de Tavistock le 11 mai 1694. Il est créé baron Howland de Streatham le 13 juin 1695, pour son petit-fils, Wriothesley Russell (2e duc de Bedford).
Bedford est décédé le 7 septembre 1700, à l'âge de 84 ans à Bedford House, à Londres, et est enterré le 17 septembre dans la chapelle Bedford de l'Église Saint-Michel à Chenies, dans le Buckinghamshire.

## Mariage et famille
Russell épouse Anne Carr, fille de Robert Carr (1er comte de Somerset), le 11 juillet 1637, qui lui apporte une fortune de 12 000 livres sterling. Ils ont des enfants :
- Francis Russell, Lord Russell (1638-1678), mort célibataire.
- William Russell (1639-1683) (1639-1683), épouse Rachel Wriothesley.
- John Russell, est mort dans la petite enfance[1]:222.
- Edward Russell (1642-1714), marié (1668) à Frances Williams.
- Robert Russell (c. 1645[2]:95-c. 1703:396) marié (1690) sa cousine Letitia :270:223
- Anne Russell (c. 1650-1657), décédée après avoir mangé des baies toxiques à Woburn:78
- James Russell (c. 1651:93-22 juin 1712), épouse Elizabeth Lloyd:271
- George Russell (c. 1652:93-1692), marié à Marie Pendleton:271
- Diana Russell (9 avril 1652[3]:270-1701), marié d'abord, à Greville Verney (9e baron Willoughby de Broke) puis avec, William Alington (3e baron Alington de Killard).
- Catherine Russell, est morte jeune:224.
- Margaret Russell (31 août 1656:270-c. 1702:396), épouse son cousin germain, Edward Russell (1er comte d'Orford)